# HD 1606
Désignations
HD 1606, également désignée HR 78, est une étoile de la constellation d'Andromède, située à quelques degrés au nord-est d'Alpheratz. Elle a une magnitude apparente de 5,87. L'étoile se trouve à une distance d'environ 580 années-lumière (179 parsecs) de la Terre sur la base de sa parallaxe. Elle s'éloigne du Système solaire à une vitesse radiale de +4 km/s.

## Caractéristiques
HD 1606 est une étoile bleu-blanc de la séquence principale de type spectral B7V, ce qui signifie qu'elle génère actuellement de l'énergie par la fusion de l'hydrogène dans son noyau. Elle a une masse de 3,75 M☉ et un rayon de 2,9 R☉. Elle tourne sur elle-même relativement rapidement, montrant une vitesse de rotation projetée de 113 km/s. L'étoile est 245 fois plus lumineuse que le Soleil et sa température de surface est de 13 186 K.
HD 1606 est soupçonnée d'être une étoile variable, mais aucune variabilité n'a été détectée de manière concluante